# Хамитов, Александр Радикович
Александр Радикович Хамитов (12 сентября 1975 года, Челябинск) — российский военнослужащий, генерал-майор, Герой России (2000).

## Биография
Родился 12 сентября 1975 года в Челябинске. Сын офицера танковых войск.
Окончил среднюю школу № 4 в г. Чебаркуль Челябинской области. В Вооружённых Силах России с 1992 года. Окончил Челябинское высшее танковое командное училище имени 50-летия Великого Октября в 1996 году. Командовал танковым взводом в 26-м танковом Феодосийском ордена Александра Невского полку 47-й гвардейской танковой дивизии 22-я гвардейской общевойсковой Кёнигсбергской Краснознамённой армии. С июля 1997 года Хамитов А. Р. стал командиром разведывательного взвода 84-го отдельного гвардейского разведывательного мотострелкового батальона Московского военного округа. В 1998 году служил в российских миротворческих силах (ССПМ) в зоне вооруженного конфликта в Южной Осетии.
С 1999 года старший лейтенант Хамитов А. Р. командовал разведывательной танковой ротой (3-й гвардейской мотострелковой Висленской Краснознамённой орденов Суворова и Кутузова дивизии Московского военного округа, Нижегородская область), ему было досрочно присвоено воинское звание «капитан».
С 28 сентября 1999 года — участник боевых действий второй чеченской войны. Согласно официальной версии, 16 декабря 1999 года боевиками была окружена разведгруппа российских войск. Капитан Хамитов получил по рации сигнал о помощи в момент, когда его разведгруппа выбила боевиков с оборудованной для обороны высоты и спешно закреплялась на ней. Основные силы мотострелкового полка были далеко и на их помощь рассчитывать не приходилось.
Оставив часть группы на занятых позициях, капитан Хамитов скрытно вывел разведчиков во фланг атакующим боевикам и пулеметно-автоматным огнём нанес им значительные потери. В этом бою он получил тяжелое ранение в бедро, но остался в бою и продолжил командовать подчиненными. Скоординированными действиями обе группы прорвали вражеское кольцо и, воспользовавшись их замешательством, сами перешли в атаку, вынудив боевиков отступить. В ходе преследования разведчики захватили ещё одну укрепленную высоту, закрепились на ней и успешно продержались до подхода основных сил. Только через несколько часов после ранения Хамитова А. Р. смогли эвакуировать вертолетом в госпиталь. В длительном напряженном бою группа капитана Хамитова А. Р. не потеряла ни одного человека погибшими.
Указом Президента Российской Федерации № 481 от 10 марта 2000 года гвардии капитану Хамитову Александру Радиковичу присвоено звание Героя Российской Федерации «За мужество и героизм, проявленные в ходе контртеррористической операции в Северо-Кавказском регионе».
Продолжил службу в Российской армии. C 15 мая 2000 года — начальник штаба — заместитель командира танкового батальона. В 2002 году окончил Общевойсковую Академию. До расформирования преподавал в Челябинском высшем танковом командном училище.
Награждён орденом Мужества (ноябрь 1999), медалями.